# Jean de Bonnevaux
Jean de Bonnevaux est un ecclésiastique français, premier abbé de l'abbaye cistercienne de Bonnevaux puis évêque de Valence de 1141 à 1146. Il est vénéré comme un saint.

## Biographie

### Cistercien
Jean est né vers 1070. Il est d'abord chanoine de Lyon puis moine à l’abbaye de Cîteaux. 
En 1117, l'archevêque de Vienne Gui de Bourgogne demande à l'abbé de Cîteaux Étienne Harding de fonder un monastère cistercien dans son diocèse,. 
Jean est désigné pour en devenir abbé et les cisterciens s'installent à Bonnevaux en 1119. L'année suivante, la première église abbatiale de Bonnevaux est consacrée par Gui de Bourgogne devenu entre-temps pape sous le nom de Calixte II.
À partir de Bonnevaux, les cisterciens fondent sous l'abbatiat de Jean quatre abbayes : l'abbaye de Mazan, d'abord une fondation érémitique ensuite rattachée à l'ordre cistercien à partir de 1123, l'abbaye de Montpeyroux en 1126, l'abbaye de Tamié en 1132 et celle de Léoncel en 1137,.

### Évêque
En 1141, l’évêque de Valence Eustache est déposé et Jean de Bonnevaux est élu pour lui succéder. 
Son élection à l'épiscopat est probablement la source des conflits durables à propos de l'abbaye de Léoncel. Celle-ci est située dans le diocèse de Die, mais à la limite de celui de Valence et les cisterciens de Léoncel préfèrent l'autorité de Jean, l'abbé qui a fondé leur monastère devenu évêque de Valence, à celle de leur évêque diocésain.

### Saint
Après sa mort, Jean de Bonnevaux est vénéré comme bienheureux dans l’ordre cistercien. Un moine de Bonnevaux appelé Géraud rédige une Vita de Jean vers 1160,. Dans le diocèse de Grenoble et la province ecclésiastique de Vienne, Jean est vénéré comme saint, fêté le 26 avril. Ses reliques sont profanées par les protestants en 1562. 
Le texte de la Vita de Jean de Bonnevaux est conservé dans deux manuscrits, l'un, dont il manque les premières pages, édité par deux cisterciens en 1642, l'autre, intact, édité en 1717 par Dom Martène,. La version publiée en 1642, probablement réécrite, affirme que Jean de Bonnevaux est parti en pèlerinage à Saint-Jacques-de-Compostelle en 1114. La version publiée en 1717 évoque juste une promesse d'abord non tenue d'entrer au couvent et une intervention de saint Jacques. Selon Maurice Valla, le pèlerinage à Compostelle de Jean de Bonnevaux semble « difficilement contestable ». Au contraire, l'historienne Denise Péricard-Méa y voit une composante, inventée, de la sainteté. 
Le culte de Jean de Bonnevaux est confirmé officiellement par l'Église catholique pour le diocèse de Valence en 1852 et pour le diocèse de Grenoble en 1904.